# Pääkkönenite
La pääkkönenite est un minéral très rare de la classe des sulfures et des sulfosels, composé d'antimoine, d'arsenic et de soufre. La pääkkönenite a été découverte pour la première fois en 1981 et validée dans  le gisement d'antimoine et arsenic de Calliosalo à Seinäjoki en Finlande et a été nommée en l'honneur du géologue finlandais Viekko Päkkönen (1907-1980). L'IMA la valide en 1982 et lui attribue le symbole de Pä. Elle est classée parmi les sulfures métalliques et se trouve principalement dans les dépôts hydrothermaux de minerai avec d'autres minéraux d'arsenic et d'antimoine.

## Propriétés
De grain irrégulier de 0,4 mm maximum, sous forme de cristaux tachetés et anédriques formant des inclusions dans d'autres minéraux ou roches, la pääkkönenite a une densité calculée de 5,21 g/cm3, est insoluble dans l'eau et les acides. Elle cristallise dans le système cristallin monoclinique et les cristaux se développent rarement au-delà de 0,4 millimètre. Nommée en l'honneur de Viekko Henrik Pääkkönen, géologue du service géologique de Finlande qui a travaillé sur les gisements de fer d'Otanmäki et le gisement d'antimoine de Seinäjoki. Ce dernier est la localité type de la pääkkönenite.

### Propriétés optiques
Presque opaque, la Pääkkönenite a une réfraction inconnue et une biréfringence faible. L'angle 2V est compris entre 40 et 50 degrés. Le minéral a un pléochroïsme distinct et faible.

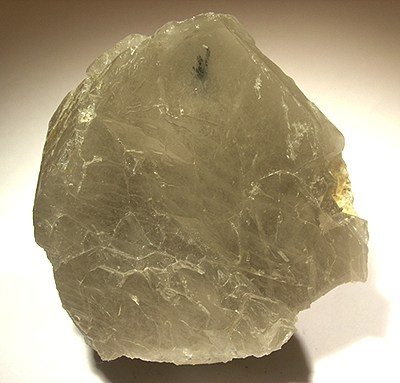
Cristaux de Pääkkönenite de 5 à 8 mm clairement visibles dans un amas d'environ 1,5 cm de profondeur dans le cristal de quartz

### Chimie
De formule chimique Sb2AsS2, elle est classée logiquement parmi les sulfures métalliques et sulfosels (sulfures, séléniures, tellurures ; arséniures, antimoniures, bismuthures, sulfarsénites, sulfantimonites, sulfbismuthites, etc.).
| Composition | Composition |
| ----------- | ----------- |
| Antimoine   | 63,65 %     |
| Arsenic     | 19,58 %     |
| Soufre      | 16,76 %     |

## Gîte et gisements
Présente dans des gisements minéraux hydrothermaux avec d'autres minéraux contenant de l'antimoine et de l'arsenic, la pääkkönenite est associée à l'arsenic, l'arsénopyrite, la stibnite, l'antimoine et à la löllingite dans sa localité type. Mais elle voisine aussi le stibarsen, la sphalérite, la sidérite, le quartz (district de Příbram en Tchèquie), la vaughanite, et le réalgar (mine Hemlo, Canada).
La base de données minéralogiques Mindat.org recense 12 gisements dans le monde, dont la mine Matra en Corse, 2 mines à Lavreotiki en Grèce ou la mine Cryo-Genie à Warner Springs en Californie.